# Satsanga
Satsanga, satsang či satsanganam, případně satsamga (v sanskrtu सत्सङ्ग) je událost sezení (audience) u gurua, učitele, užívaná v indických náboženstvích.

## Významové a překladové varianty
Někdy se také překládá jako setkání s pravdou, spojení s dobrými lidmi, bytí v dobru či setkání s pravým jsoucnem. Skládá se ze dvou částí: sat je výraz pro pravdu, sang je společenství (srovnej výraz sangha v kontextu buddhismu).

## Duchovní praxe
Skládá se z meditace a/nebo cvičení a poté výkladu duchovního mistra. V tradicích společenství bhakti má satsang společenský rozměr a znamená setkání oddaných pro inspiraci a duchovní soustředění uprostřed světského prostředí. Zahrnuje naslouchání duchovním přendáškám a zpívání duchovních manter a písní.